# Ивдель (административно-территориальная единица)
Административно-территориальная единица город Ивдель — административно-территориальная единица Свердловской области России со статусом, соответствующим категории города областного подчинения. Административный центр — город Ивдель.
С точки зрения муниципального устройства, на территории АТЕ город Ивдель образованы два муниципальных округа: Ивдельский и Пелым.

## География
Административно-территориальная единица город Ивдель расположена на севере Свердловской области. Административный центр — город Ивдель — является самым северным городом области. Площадь административно-территориальной единицы составляет 25691,23 км², что характеризует данную единицу как самую крупную по площади в области. Она занимает 13,2% территории Екатеринбургского региона. Площадь АТЕ превышает площади территорий 16 регионов России.
Большая часть территории занята таёжными лесами и мало заселена. Западная часть АТЕ расположена на высокогорном Северном Урале, восточная — на равнинной территории Западной Сибири. Уральские горы в данной местности фактически совпадают как с западной границей АТЕ города Ивделя, так и с межрегиональной границей Свердловской области с Пермским краем и Республикой Коми. Третий регион, с которым граничит АТЕ, — Ханты-Мансийский автономный округ — Югра —расположен северо-восточнее.
Город Ивдель расположен на юго-западе административно подчинённой ему территории. Посёлок городского типа Пелым — на западе. Через данные населённые пункты проходит транспортная связь городов Свердловской области с приобскими городами Югры. По территории АТЕ пролегают участок Екатеринбург — Приобье Свердловской железной дороги и Северный широтный коридор — автодорога Серов — Ивдель — Югорск. Вдоль дорог расположено большинство населённых пунктов.
На севере расположены поселения манси — коренного малочисленного народа Северного Урала и Западной Сибири.
По территории АТЕ преимущественно с северо-запад (со стороны Уральских гор) на юго-восток протекают реки Обского бассейна: Ивдель, Лозьва, Пелым, Сосьва и др. Местность на востоке территории заболочена.
Административно-территориальная единица город Ивдель граничит:
- на юге — с другими административно-территориальными единицами Свердловской области: городом Североуральском, Серовским и Гаринским районами,
- на западе — с Красновишерским районом Пермского края,
- на северо-западе — с Троицко-Печорским районом Республики Коми,
- на северо-востоке и востоке — с Берёзовским, Советским и Кондинским районами ХМАО—Югры.

## История

### Ивдельский городской Совет
22 февраля и 4 марта[уточнить] Указами Президиума Верховного Совета РСФСР город Ивдель был выделен из состава Ивдельского района и отнесен к категории городов областного подчинения. Рабочие посёлки Полуночное и Маслово и сельсоветы Бурмантовский, Всеволодо-Благодатский, Екатерининский, Краснооктябрьский, Митяевский, Преображенский, Самский и Собянинский были подчинены Ивдельскому горсовету, Ивдельский район ликвидирован.
7 декабря 1950 года пос. 1-го Северного рудника пригородной зоны Ивделя был перечислен из состава Собянинского сельсовета в административное подчинение Полуночного поссовета.
14 февраля 1952 года Всеволодо-Благодатский сельсовет был перечислен из пригородной зоны Ивделя в пригородную зону города Североуральска.
21 июня 1957 года:
- административный центр Собянинского сельсовета был перенесён из д. Талицы в пос. Шипичное, административный центр Митяевского сельсовета из д. Митяево в пос. Большой Понил;
- д. Лача была перечислена из состава Митяевского в Екатерининский сельсовет, д. Малый Понил из состава Марсятского поссовета Серовского района в административно-территориальное подчинение Митяевского сельсовета Ивделя.

29 мая 1958 года:
- пос. Первый Северный рудник был отнесён к категории рабочих посёлков с присвоением наименования Северный, Собянинский сельсовет преобразован в поссовет с центром в рп Северном, в административно-территориальное подчинение Северного поссовета переданы пос. имени XIX партсъезда, Северная Тошемка, Талица, Южная Талица, Шипичное, Карпия, Селезнева, Собянинно, Пристань, Ковязино, Бор и д. Талица.
- был упразднён Преображенский сельсовет, пос. Старая Горностаевка, Новая Горностаевка, 1-я плотина, 2-я плотина, Новая Тошемка, Юртище и 3-й Северный рудник были переданы в административно-территориальное подчинение Краснооктябрьского сельсовета, д. Преображенка и пос. Талая в административно-территориальное подчинение Ивдельского горсовета;
- пос. Лача был перечислен из Екатерининского сельсовета в административно-территориальное подчинение Самского сельсовета.

7 декабря 1962 года:
- населённые пункты Оус и Пелым были отнесены к категории рабочих посёлков;
- были образованы населённые пункты пос. Лявдинка, Улым-Сос, Кершаль, Атымья;
- был образован Оусский поссовет, с подчинением пос. Лявдинка и Улым-Сос;
- был образован Пелымский поссовет, с подчинением пос. Кершаль, Атымья, Вершина Ошмарьинского сельсовета Гаринского района.

11 января 1963 года было отменено решение об отнесении Пелыма к категории рабочих посёлков и образовании Пелымского поссовета, населённые пункты Пелым и Кершаль, расположенные на пригородной территории Ивделя, и Атымья и Вершина Ошмарьинского сельсовета Гаринского района были переданы в подчинение Оусского поссовета Ивделя.
1 февраля 1963 года горсовет Ивделя был подчинён Свердловскому областному (промышленному) Совету депутатов трудящихся, Ивдельскому горсовету были переданы в подчинение Масловский, Оусский, Полуночный и Северный поссоветы и Бурмантовский, Екатерининский, Краснооктябрьский, Митяевский и Самский сельсоветы.
7 мая 1965 года был образован Пелымский сельсовет: пос. Пелым (административный центр), Кершаль, Атымья, Вершина, Нерпья, переданые из состава Оусского поссовета.
22 ноября 1966 года были переименованы населённые пункты: пос. комбината — в Субботинский; пос. узкоколейной ж.д. — в Новошипичный; пос. квартала № 70 — в Котлайский; пос. квартала № 100 — в Верхний Вижай; пос. лесоучастка № 3 — в Пойвинский; пос. лесоучастка № 4 — в пос. Хорпия; пос. лесоучастка № 12 — в Нагорный; пос. биржи № 1 — в пос. Надымовка; пос. плотины № 1 — в пос. Пакина.
13 января 1967 года пос. Массава был передан из Верх-Пелымского сельсовета Гаринского района в Пелымский сельсовет пригородной зоны Ивделя.
11 октября 1972 года:
- пос. Бахтиярова Юрта, Верхний Вижай, Вижай, Гаревка, Тохта и Ушма были переданы из состава Бурмантовского сельсовета в административно-территориальное подчинение Северного поссовета;
- пос. Массава Пелымского сельсовета был передан в состав Оусского поссовета;
- пос. Пристань Северного сельсовета и пос. Третий Северный и Пакина Краснооктябрьского сельсовета были переданы в административно-территориальное подчинение Полуночного поссовета;
- были исключены из учётных данных как прекратившие существование: пос. Лиственичное пригородной зоны Ивделя; пос. Малая Тольтия Полуночного поссовета; пос. им. XIX Партсъезда, Карпия, Талица, Талица-Южная, Тошемка Северного поссовета; пос. Второй Северный, Котлайский, Пойвинский, Северная Тошемка, Южный Вижай Бурмантовского сельсовета; пос. Лявдино Екатерининского сельсовета; пос. Новая Тольтия Краснооктябрьского сельсовета; д. Большой Бор и пос. Малый Понил Митяевского сельсовета; пос. Белая Речка, Вишера, Лозьва, Овсяное Поле, Северная Сама Самского сельсовета.

30 декабря 1976 года:
- были исключены из учётных данных как прекратившие существование: д. Преображенка Ивдельского горсовета, пос. Собянино Северного поссовета, пос. Тасманкова Юрта Бурмантовского сельсовета, пос. Большой Понил, Глубинный 2-й, Глубинный 5-й Митяевского сельсовета;
- Бурмантовского сельсовета перенесен из д. Бурмантова в пос. Хорпия, Бурмантовский сельсовет переименован в Хорпинский;
- Митяевский сельсовет был переименован в Понильский.

9 февраля 1977 года были уточнены как правильные наименования:
- пос.Улымсос (вместо варианта пос. Улым-Сос) Оусского поссовета, пос. Новошипичное (вместо варианта пос. Новошипичный) Северного поссовета, пос. Талица (вместо варианта д. Талица) Северного поссовета, пос. Бурмантово (вместо вариантов д. Бурмантова/Бурмантово) Хорпийского сельсовета, пос. Лямьяпауль (вместо варианта пос. Лямья Пауль) Хорпийского сельсовета, пос. Суеватпауль (вместо варианта пос. Суеват Пауль) Хорпийского сельсовета, пос. Екатерининка (вместо варианта с. Екатерининка) Екатерининского сельсовета, пос. Краснооктябрьский (вместо варианта пос. Красный Октябрь) Краснооктябрьского сельсовета, пос. Глубинный (вместо варианта пос. Глубинный 4-й) Понильского сельсовета, пос. Митяево (вместо вариантов д. Митяева/о) Понильского сельсовета, пос. Денежкино (вместо вариантов д. Денежкина/о) Самского сельсовета.

23 февраля 1977 года:
- были включены в городскую черту Ивделя пос. Геологов, Гидролизный, Субботинский;
- были зарегистрированы вновь возникшие населенные пункты — пос. Понил и Таёжный Понильского сельсовета.

13 сентября 1977 года были исключены из учётных как прекратившие существование: пос. Ковязино и Крутой Полуночного поссовета, пос. Талица (бывшая д. Талица), д. Юрта Самбиндалова Северного поссовета, пос. Плотина 2 Краснооктябрьского поссовета, пос. Участок 9-й Понильского сельсовета, д. Лача Самского сельсовета, пос. Старый Суеват Хорпийского сельсовета.
2 февраля 1978 года было уточнено наименование населённого пункта: пос. Шипичный (вместо варианта пос. Шипичное) Северного поссовета.
29 марта 1978 года поселения временного и служебного значения были наделены статусом самостоятельных населёх пунктов и включены в учётные данные с присвоением традиционно сложившихся наименований: пос. Юрта Анямова Северного поссовета, пос. Юрта Курикова Хорпийского сельсовета, пос.Юрта Пеликова Хорпийского сельсовета.
12 ноября 1979 года был пос. Краснооктябрьский был включён в городскую черту Ивделя, Краснооктябрьский сельсовет был упразднён и его территория передана в административно-территориальное подчинение Полуночного поссовета.
22 сентября 1981 года был исключён как прекративший существование пос. Верхний Вижай Северного поссовета.
27 августа 1984 года были исключены из учётных данных как прекратившие существование: д. Арья Понильского сельсовета, пос. Кедровая Полуночного поссовета, пос. Лосиное Екатерининского сельсовета, пос. Половинное Ивдельского сельсовета.
8 июля 1985 года были переименованы подчинённые Ивдельскому горсовету населённые пункты: пос. Глубинный 3 — в Пангур, пос. Глубинный 4 — в Глубинный.
10 декабря 1985 года был исключён из учётных данных как прекративший существование пос. Лямьяпауль Хорпийского сельсовета.
26 октября 1989 года пос. Пелымского сельсовета был отнесён к категории рабочих посёлков, сельсовет был преобразован в поссовет, в административное подчинение Пелымскому поссовету бвли переданы пос. Атымья, Вершина, Кершаль, Нерпья.

### Муниципальные образования
В 1995—1996 годах были созданы муниципальные образования:
- на территории Пелымского поссовета муниципальное образование посёлок Пелым;
- на остальной территории муниципальное образование город Ивдель.

10 ноября 1996 года муниципальные образования были включены в областной реестр.
С 31 декабря 2004 года муниципальные образования город Ивдель и посёлок Пелым были наделены статусом городского округа, причём рабочие посёлки Оус, Полуночное и Северный города Ивделя были преобразованы в сельские населённые пункты.
С 1 января 2006 года муниципальные образования были переименованы в Ивдельский городской округ и, соответственно, городской округ Пелым.

## Населённые пункты, административно-территориальное устройство
С 2020 года город Ивдель как административно-территориальная единицу включает 32 населённых пункта: собственно город, посёлок городского типа и сельские. До 1 октября 2017 года населённые пункты делились на 5 сельсоветов, город, рабочий посёлок и сельские населённые пункты в его подчинении, а также сельские населённые пункты, непосредственно входящие в город.

### Административно-территориальное устройство до 1.10.2017
| №        | ТЕ / АТЕ       | Состав | Упразднённые после 1991 н.п.                                                      | ГО         |
| -------- | -------------- | --- | --------------------------------------------------------------------------------- | ---------- |
| 1        | город Ивдель   | Ивдель |                                                                                   | Ивдельский |
| 2        | рп Пелым       | Пелым, посёлки Атымья, Вершина, Кершаль, Нерпья |                                                                                   | Пелым      |
| 3        | с.н.п.         | посёлки Бахтиярова Юрта, Вижай, Гарёвка, Лозьвинский, Массава, Оус, Пакина, Полуночное, Пристань, Северный, Талая, Тохта, Ушма, Шипичный, Юркино, Юрта Анямова | посёлки Бор, Лявдинка, Новошипичный, Подгорный, Пыновка, Третий Северный, Улымсос | Ивдельский |
| 3.000001 | сельсоветы     | |                                                                                   |            |
| 4        | Екатерининский | посёлки Екатерининка, Глухарный, Лангур, Надымовка |                                                                                   | Ивдельский |
| 5        | Масловский     | посёлок Маслово |                                                                                   | Ивдельский |
| 6        | Понильский     | посёлки Понил, Митяево, Нагорный | посёлки Глубинный, Пангур, Таёжный                                                | Ивдельский |
| 7        | Самский        | посёлки Денежкино, Старая Сама |                                                                                   | Ивдельский |
| 8        | Хорпийский     | посёлки Хорпия, Бурмантово, Суеватпауль, Хандыбина Юрта | посёлки Верхний Пелым, Юрта Пеликова                                              | Ивдельский |

### Населённые пункты
| №  | Населённый пункт | Тип               | Население | Городской округ |
| -- | ---------------- | ----------------- | --------- | --------------- |
| 1  | Атымья           | посёлок           | ↘793      | Пелым           |
| 2  | Бахтиярова Юрта  | посёлок           | ↘8        | Ивдельский      |
| 3  | Бурмантово       | посёлок           | ↘42       | Ивдельский      |
| 4  | Вершина          | посёлок           | ↘1        | Пелым           |
| 5  | Вижай            | посёлок           | ↘0        | Ивдельский      |
| 6  | Глухарный        | посёлок           | ↘38       | Ивдельский      |
| 7  | Денежкино        | посёлок           | ↘277      | Ивдельский      |
| 8  | Екатерининка     | посёлок           | ↘381      | Ивдельский      |
| 9  | Ивдель           | город, адм. центр | ↘14 041   | Ивдельский      |
| 10 | Кершаль          | посёлок           | ↘1        | Пелым           |
| 11 | Лангур           | посёлок           | ↘101      | Ивдельский      |
| 12 | Лозьвинский      | посёлок           | ↘481      | Ивдельский      |
| 13 | Маслово          | посёлок           | ↘509      | Ивдельский      |
| 14 | Массава          | посёлок           | ↘0        | Ивдельский      |
| 15 | Митяево          | посёлок           | ↘2        | Ивдельский      |
| 16 | Надымовка        | посёлок           | ↘443      | Ивдельский      |
| 17 | Оус              | посёлок           | ↘1191     | Ивдельский      |
| 18 | Пакина           | посёлок           | ↘5        | Ивдельский      |
| 19 | Пелым            | пгт               | ↘2844     | Пелым           |
| 20 | Полуночное       | посёлок           | ↘2473     | Ивдельский      |
| 21 | Понил            | посёлок           | ↘11       | Ивдельский      |
| 22 | Пристань         | посёлок           | →0        | Ивдельский      |
| 23 | Северный         | посёлок           | ↘145      | Ивдельский      |
| 24 | Старая Сама      | посёлок           | ↘462      | Ивдельский      |
| 25 | Суеватпауль      | посёлок           | ↗5        | Ивдельский      |
| 26 | Талая            | посёлок           | ↘4        | Ивдельский      |
| 27 | Ушма             | посёлок           | ↗30       | Ивдельский      |
| 28 | Хандыбина Юрта   | посёлок           | ↘2        | Ивдельский      |
| 29 | Хорпия           | посёлок           | ↘75       | Ивдельский      |
| 30 | Шипичный         | посёлок           | ↘41       | Ивдельский      |
| 31 | Юркино           | посёлок           | →0        | Ивдельский      |
| 32 | Юрта Анямова     | посёлок           | ↘10       | Ивдельский      |

В 1989 году посёлок Пелым был преобразован в рабочий посёлок. С 1 октября 2017 года согласно областному закону № 35-ОЗ статус изменён с рабочего посёлка на посёлок городского типа.
С 1 января 2000 года рабочий посёлок Маслово был преобразован в сельский населённый пункт.
К 31 декабря 2004 года рабочие посёлки Оус, Полуночное и Северный были преобразованы в сельские населённые пункты.
Исторически выделялись поссоветы:
- Пелымский — рп Пелым;
- Масловский — рп Маслово;
- Оусский — рп Оус, пос. Лявдинка, Массава, Пыновка, Улымсос;
- Полуночный — рп Полуночное, пос. Лозьвинский, Пакина, Подгорный, Пристань, Третий Северный, Юркино;
- Северный — рп Северный, пос. Бахтиярова Юрта, Бор, Вижай, Гарёвка, Новошипичный, Тохта, Шипичный, Юрта Анямова.

### Упразднённые населённые пункты
В ноябре 2004 года были упразднены посёлки Бор, Новошипичный (подчинявшиеся рабочему посёлку Северному), Глубинный, Пангур, Таёжный (Понильского сельсовета), Лявдинка, Пыновка (подчинявшиеся рабочему посёлку Оусу), Подгорный, Третий Северный (подчинявшиеся рабочему посёлку Полуночному), Юрта Пеликова (Хорпийского сельсовета).
В октябре 2013 года упразднены посёлки Верхний Пелым (Хорпийского сельсовета), Гарёвка, Тохта (до 2004 года находившиеся в подчинении рабочего посёлка Северного) и Улымсос (до 2004 находившийся в подчинении рабочего посёлка Оуса).
В мае 2019 года был упразднён посёлок Нерпья, находившийся в подчинении Пелыма.
В мае 2020 года внесён законопроект об упразднении посёлков Юрты Куриковой (до 01.10.2017 в составе Понильского сельсовета), Пристани (до 2004 в подчинении рабочего посёлка Полуночного, после непосредственно в подчинении администрации города) и Нагорного (до 01.10.2017 в составе Понильского сельсовета).
В августе 2020 года Нагорный и Юрта Курикова были упразднены.

## Достопримечательности
- Северная пещера. По состоянию на 2021 год является самой длинной пещерой Свердловской области.